# Pifari
Pifari is een plaats in de gemeente Žminj in de Kroatische provincie Istrië. De plaats telt 30 inwoners (2001).